# مارکو فریزینا
مارکو فریزینا (ایتالیایی: Marco Frisina؛ زادهٔ ۱۶ دسامبر ۱۹۵۴) کشیش کلیسای کاتولیک، آهنگساز، موسیقی‌دان و رهبر ارکستر اهل ایتالیا است. وی رئیس «مرکز عبادت معنوی» در واتیکان است.
او دانش‌آموختهٔ رشتهٔ ادبیات در دانشگاه ساپینزای رم و رشتهٔ الهیات در دانشگاه گریگوری و استاد فعلی دانشگاه پاپتیک صلیب مقدس است.
مارکو در سال ۱۹۸۴ «گروه کر اسقف رم» را بنیان نهاد و از سال ۱۹۸۵ رهبر گروه موسیقی و کر «کلیسای مقدس پارسایی لاترانی» در باسیلیکای سنت جان لاتران بوده‌است. وی در سال ۱۹۹۳ به‌عنوان پیشنماز شخصی پاپ ژان پل دوم انتخاب شد. او در سال ۲۰۱۱، سرود رسمی بئاتیفیه شدن پاپ ژان پل دوم را ساخت و نقطه کانونی مذهبی این جشن‌ها بود. در سپتامبر ۲۰۱۴، مارکو نخستین «کنگرهٔ ملی سرودهای مذهبی ایتالیا» را در رم برگزار کرد که در ماه اکتبر ۲۰۱۶ با «جشن سالگرد سرودها» پی گرفته شد.
از فیلم‌ها یا مجموعه‌های تلویزیونی که وی در آن‌ها نقش داشته‌است، می‌توان به پاپ ژان پل یکم: لبخند پروردگار، موسی، یوسف و سامسون و دلیله اشاره نمود.